# Лавино (Бреша)
Лавино је насеље у Италији у округу Бреша, региону Ломбардија.
Према процени из 2011. у насељу је живело 50 становника. Насеље се налази на надморској висини од 861 м.